# Crkva sv. Jurja Mučenika u Gorincima
Crkva sv. Jurja Mučenika crkva je koja se nalazi u naselju Gorinci koje je u sastavu općine Generalski Stol, zaštićeno kulturno dobro.

## Opis dobra
Barokna crkva smještena u naselju, nad kanjonom rijeke Dobre, jednobrodna je građevina križnog tlocrta, s poligonalnim svetištem, sakristijom južno uz svetište, dvije bočne poligonalne kapele te zvonikom iznad pročelja. Crkva je bogato opremljena baroknim i klasicističkim inventarom. Župna crkva sagrađena je 1742. godine, vjerojatno na arheološkom lokalitetu. Gradnja zvonika 1784. godine pripisuje se češkom graditelju Josipu Stilleru.

## Zaštita
Pod oznakom Z-304 zaveden je kao nepokretno kulturno dobro – pojedinačno, pravna statusa zaštićena kulturnog dobra, klasificirano kao "sakralna graditeljska baština".